# Монрупіно
Монрупіно (італ. Monrupino) — муніципалітет в Італії, у регіоні Фріулі-Венеція-Джулія,  провінція Трієст.
Монрупіно розташоване на відстані близько 440 км на північ від Рима, 10 км на північ від Трієста.

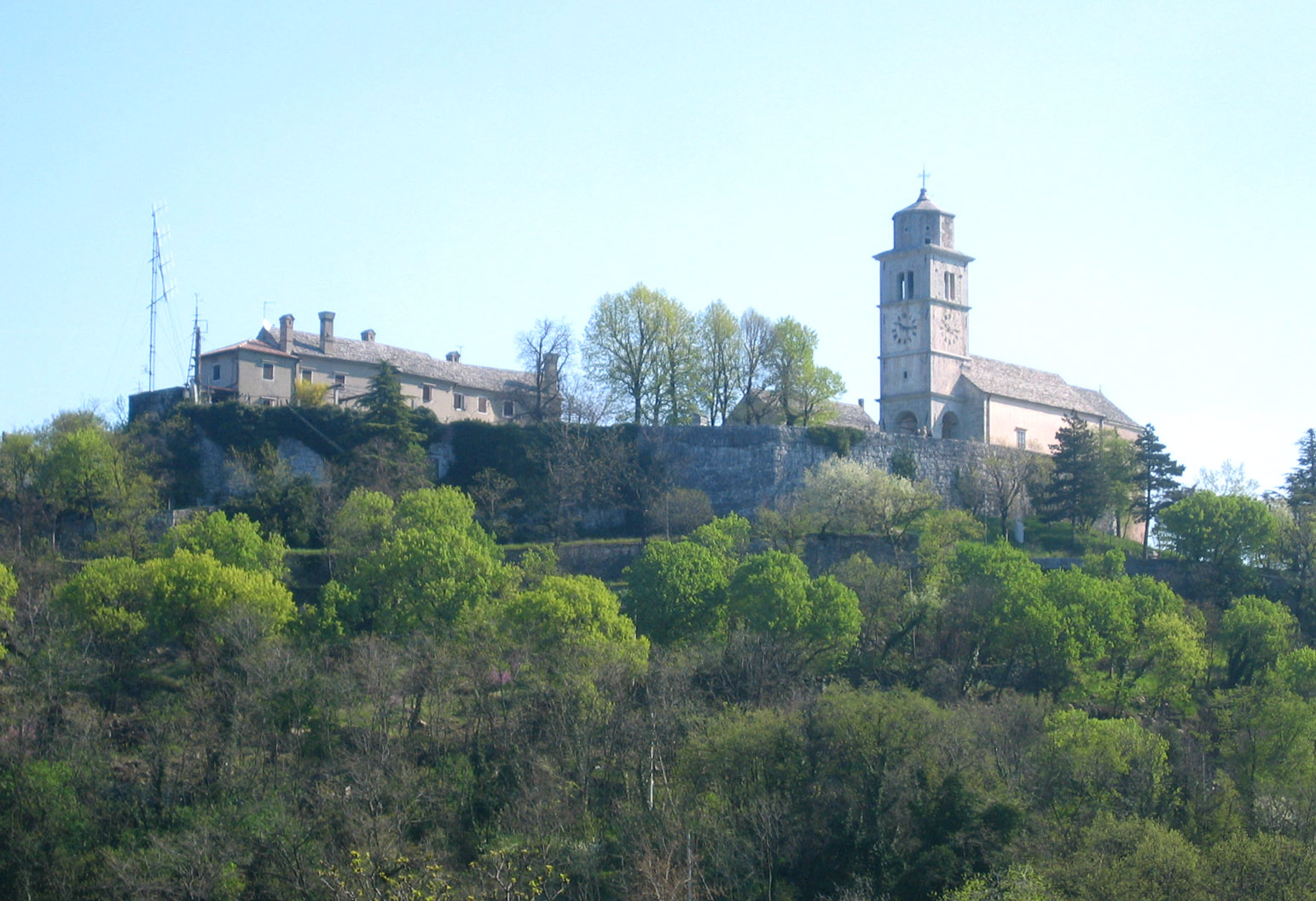

Населення — 868 осіб (2014).

## Демографія
Населення за роками:

Станом на 1 січня 2023 року в муніципалітеті офіційно проживало 19 іноземців з 10 країн, серед них 2 громадяни країн Євросоюзу та 2 громадяни України.

## Сусідні муніципалітети
- Сезана
- Згоніко
- Трієст